# کلاودیو بیرن بوید
کلاودیو بیرن بوید (اسپانیایی: Claudio Biern Boyd‎؛ زادهٔ ۱۳ اکتبر ۱۹۴۰) پویانما و کارگردان انیمیشن اهل اسپانیا است.
از فیلم‌ها یا مجموعه‌های تلویزیونی که وی در آن‌ها نقش داشته‌است، می‌توان به دور دنیا در هشتاد روز اشاره نمود.